# Autostrada A1 (Szwajcaria)
Autostrada A1 – autostrada prowadząca przez Szwajcarię. Biegnie od granicy francuskiej w Saint-Julien-en-Genevois, przez Genewę, Nyon, Yverdon-les-Bains, Berno, Aarau, Zurych, Winterthur, Wil, a potem łączy się z autostradą A13.

## Historia
Dawniej oznaczana była jako droga N1.
Arterię budowano etapami – pierwszy odcinek otwarto w 1962 roku, ostatni w 2001.
| Odcinek                      | Data otwarcia | Długość (km) |
| ---------------------------- | ------------- | ------------ |
| Bern-Wankdorf – Schönbühl    | 1962          | 8            |
| Genewa – Lozanna             | 1964          | 60           |
| Rheineck – St. Margrethen    | 1964          | 7            |
| Schönbühl – Kriegstetten     | 1965          |              |
| Kriegstetten – Oensingen     | 1966          |              |
| Oensingen – Lenzburg         | 1967          | 40           |
| Lenzburg – Zurych            | 1970          | 53           |
| Winterthur – St. Gallen      | 1970          |              |
| St. Gallen – Rheineck        | 1972          |              |
| Zurych – Winterthur          | 1974          |              |
| Bern-Bümpliz – Bern-Wankdorf | 1977          |              |
| obwodnica Lozanny            | 1981          |              |
| Murten – Bern-Bümpliz        | 1981          |              |
| Lozanna – Yverdon-les-Bains  | 1983          |              |
| północna obwodnica Zurychu   | 1985          | 12           |
| obwodnica St. Gallen         | 1987          |              |
| Bardonnex – Genewa           | 1993          |              |
| Yverdon-les-Bains – Murten   | 2001          | 46           |

## Trasy europejskie
Przebieg autostrady A1 stanowi fragment tras europejskich E23, E25, E27, E60 oraz E62.
| Trasa europejska | Odcinek                                                          |
| ---------------- | ---------------------------------------------------------------- |
| E23              | Verzweigung Ecublens – Verzweigung Essert-Pittet                 |
| E25              | granica CH-F – Verzweigung Härkingen                             |
| E27              | Verzweigung Bern Weyermannshaus – Verzweigung Schönbühl Ecublens |
| E60              | Verzweigung Birrfeld – St. Margrethen                            |
| E62              | granica CH-F – Verzweigung Villars-Ste-Croix                     |